# Charles Blargnies
Charles Joseph Blargnies né le 26 décembre 1793 à Mons et décédé le 3 septembre 1866 à Ixelles était un avocat, magistrat et homme politique belge de tendance libérale.

## Biographie
Il fut d'abord à l'âge de 18 ans professeur au Collège d'Ath, avant de faire des études de droit à l'École de Droit de Bruxelles puis à l'Université d’État de Louvain où il décrocha son diplôme de docteur en droit.
Il devint avocat au barreau de Bruxelles. Avec d'autres avocats, avant 1830, il lutta pour l'utilisation libre du français devant les tribunaux bruxellois.
Il fit partie du Comité de la Justice en 1830 (à cette époque présidé par Alexandre Gendebien). Il représenta le Hainaut, dans la commission de Constitution chargé par le gouvernement provisoire d’élaborer un projet de constitution. Il fut membre du Congrès national, la première assemblée législative de la Belgique. Il y lutta en faveur du projet d'une union personnelle entre la France et la Belgique, à travers la personne de Louis-Philippe.
Il s'opposa à l'accession au trône par Léopold de Saxe-Cobourg. Il fut élu député de Mons à la Chambre des représentants jusqu'en 1832. Le 7 avril 1836, il fut réélu comme député de Mons à la Chambre des représentants mais sa nomination comme conseiller à la Cour d’appel de Bruxelles l'obligea à démissionner le 12 novembre de la même année.

## Carrière politique
- Membre du Congrès national de 1830 à 1831
- Député de l'arrondissement de Mons de 1831 à 1832 et en 1836